# Cordilheira Sarikol
As Montanhas Sarikol (chinês simplificado: 色勒库尔山脉, pinyin: Sèlēikù'ěr Shānmài; em tajique:  Раште Кух Сарикол; em persa: رشته کوه سريكال or رشته کوه سرقول, Rashte Kūh-e Sarīkāl) são um conjunto de montanhas, uma cordilheira na região do Pamir situado na Fronteira China-Tajiquistão. A cordilheira divide as províncias Gorno-Badakhshan do Tadjiquistão e a de Xinjiang (Região Autônoma Xinjiang-Uigur) da China e se desenvolve paralelamente às montanhas Caracórum que fica a leste. 
O nome Sarikol também é utilizado para descrever a etnia local que também é chamado de Tadjiques do Xinjiang (ou Sarikóis); a língua local, o Sarikol ; antigo nome histórico da cidade de Tashkurgan.
Essa cadeia de montanhas se estende por 133 km desde o rio Markansu ao norte até o passo Beyik ao sul. A sua altitude media é de 5040 metros e seu ponto mais alto é o monte Lyavirdyr, a 6372 metros de altitude. A bacia hidrográfica das montanhas alimenta tanto o rio Amu Dária como o Tarim. A cordilheira tem na sua composição xisto, granito e gneisse.